# Ascheberg
Ascheberg è un comune del circondario di Coesfeld nello stato della Renania Settentrionale-Vestfalia, Germania.
Le città e i comuni limitrofi a Ascheberg sono (in senso orario, partendo dal nord) la città di Münster, il comune di Drensteinfurt (nel circondario di Warendorf), la città di Hamm, il comune di Werne (nel circondario di Unna), le cittadine di Nordkirchen e Senden (entrambe nel circondario di Coesfeld).

## Amministrazione

### Gemellaggi
- Buggiano
- Rheinsberg